# Norberto Téllez
Norberto Téllez (ur. 22 stycznia 1972 w Rodas) – kubański lekkoatleta, medalista Igrzysk olimpijskich i mistrzostw świata.

## Sukcesy
- brązowy medal mistrzostw świata juniorów (bieg na 800 m, Płowdiw 1990)
- srebro podczas igrzysk olimpijskich (sztafeta 4 × 400 m, Barcelona 1992) uzyskany podczas tej imprezy wynik (2:59,13) jest aktualnym rekordem Kuby[1][2]
- 4 złote medale igrzysk Ameryki Środkowej i Karaibów (dwa na 400 metrów oraz dwa w sztafecie 4 × 400 metrów)
- 2 złote medale igrzysk panamerykańskich (bieg na 400 m & sztafeta 4 × 400 m Mar del Plata 1995)
- 4. miejsce na igrzyskach olimpijskich (Bieg na 800 m, Atlanta 1996)
- srebro mistrzostw świata (bieg na 800 m, Ateny 1997)
- 2 złote medale uniwersjady (bieg na 800 m Sycylia 1997 & bieg na 800 m Palma de Mallorca 1999)
- srebro igrzysk dobrej woli (bieg na 800 m, Nowy Jork 1998)
- 4. miejsce na mistrzostwach świata (bieg na 800 m, Sewilla 1999)
- srebrny medal igrzysk panamerykańskich (bieg na 800 m, Winnipeg 1999)
- wielokrotny mistrz[3] i rekordzista kraju

## Rekordy życiowe
- Bieg na 400 m – 45,27 (1994)
- Bieg na 800 m – 1:42,85 (1996) Rekord Kuby
- Bieg na 1000 m – 2:21,30 (2002) rekord Kuby
- Bieg na 800 m (hala) – 1:46,32 (1999) rekord Kuby